# Рєзник Яків Аврамович
Рєзник Яків Аврамович  (1911—1970) — український кінооператор комбінованих зйомок. Нагороджений орденом Червоної Зірки, медалями.
Народ. 25 жовтня 1911 р. Закінчив Київський кіноінститут (1936).
Учасник німецько-радянської війни.
Працював на Одеській кіностудії (1936—1940), на студії кінохроніки (1946—1948), на Київській кіностудії ім. О. П. Довженка (1948—1970).
Зняв науково-популярні та документальні стрічки: «Трудові резерви» (1946), «Кок — сагиз» (1949), «Масличні культури» (1951), «Урок на все життя» (1952), «Концерт майстрів мистецтв», «Борис Романицький» (1959), а також художні фільми: «Щедре літо» (1950, 2-й оператор), «Долина синіх скель» (1956, у співавт. з Л. Кохном і Т. Чернишовою).
Був оператором комбінованих зйомок у кінокартинах: «Королева бензоколонки» (1962), «Стежки-доріжки», «Сувора гра» (1963), «Карти» (1964), «Ключі від неба» (1964), «Непосиди» (1967), «Вулиця тринадцяти тополь» (1969, у співавт. з О. Пастуховим) та ін.
Був членом Спілки кінематографістів України.
Помер 26 грудня 1970 р.